# Miltinus brunneus
Miltinus brunneus är en tvåvingeart som beskrevs av Paramonov 1961. Miltinus brunneus ingår i släktet Miltinus och familjen Mydidae. Inga underarter finns listade i Catalogue of Life.